# Studio 23
Studio 23 is een televisiestudio op het Media Park in de Nederlandse gemeente Hilversum. Hier worden dagelijks televisieprogramma's opgenomen en uitgezonden van Omroep MAX en WNL. De studio is gekoppeld aan een vaste regie die zich in hetzelfde pand bevindt. Omroep MAX koopt alle techniek hiervan in bĳ EMG.

## Geschiedenis
In 1996 is Studio 23 opgebracht voor de destijdse sportzender Sport 7.
De Spil is het gebouw die Studio 23 met het Mediacentrum overbrugt. Hier bevond vroeger de teletekstredactie van de publieke omroep in het zogeheten Teletekstcentrum.
Sinds juni 2010 huurt Omroep MAX het gebouw. Het gebouw bevat naast de televisiestudio en regie ook redactieruimtes, kantoren, publieksontvangstruimte, kleedkamers, faciliteiten voor mediabeheer en postproductie. Het gebouw is verbonden middels loopbruggen aan het Decorcentrum (echter kunnen hier geen decorstukken over worden vervoerd) en vroeger aan het Filmcentrum aan de overzijde van de Leen Jongewaardweg.

## Actuele programma's vanuit de studio
- Goedemorgen Nederland[1]
- Kook mee met MAX en Bak mee met MAX
- MAX Geheugentrainer[1]
- MAX vakantieman
- Meldpunt
- Met het mes op tafel[1]
- Tijd voor MAX[1]

## Trivia
- WNL huurt studioruimte bĳ Omroep MAX voor Goedemorgen Nederland.
- Middels glasvezelverbindingen is het mogelijk om vanuit de vaste regie van Studio 23, programma's en evenementen in Studio 5 en 6 te registreren, op te nemen en van daaruit uit te zenden.[1]
- Ter gelegenheid van de speciale live-uitzending van Frontberichten op 2 december 2021 bood Omroep MAX het studiodecor van Tijd voor MAX aan aan BNNVARA.[4][5]